# Lublinské vojvodství
Lublinské vojvodství (polsky Województwo lubelskie) je vyšší územně samosprávný celek Polska, je jedním z 16 vojvodství. Vzniklo v roce 1999 na území dřívějších vojvodství: chelmského, zamojského a části bialskopodlaského, siedleckého i tarnobřežského. Vojvodství leží na východě Polska. V rámci Polska sousedí s Podleským, Mazovským, Svatokřížským a Podkarpatským vojvodstvím; dále pak s Běloruskem (Brestská oblast) a Ukrajinou (Lvovská a Volyňská oblast).

## Ekonomické ukazatele
Lublinské vojvodství se umístilo ve srovnání s ostatními vojvodstvími v HDP na 16. místě. V roce 2018 hrubý domácí produkt vojvodství činil 78,7 miliard PLN, což představovalo 3,7 % polského HDP. Hrubý domácí produkt na obyvatele byl 37,1 tis. PLN (67,4 % celostátního průměru).  V roce 2010 dosáhla produkce průmyslu v Lublinském vojvodství 24,5 miliardy PLN, což představovalo 2,5 % produkce polského průmyslu. Objem stavební a montážní výroby v Lubelském vojvodství dosáhl 5,2 miliardy PLN, tj. 3,2 % tohoto objemu Polska.
Průměrný měsíční plat v Lublinském vojvodství v roce 2018 činil 4 061,28 PLN, což jej umístilo na 11. místo v porovnání s ostatními vojvodstvími. Počet registrovaných nezaměstnaných ve vojvodství v září 2019 činil cca 66,0 tis. obyvatel, což je míra nezaměstnanosti 7,1 % z ekonomicky aktivních obyvatel. Podle údajů z roku 2016 mělo 7,8 % obyvatel v domácnostech výdaje pod hranicí extrémní chudoby (tj. pod hranicí životního minima).
Lublin je co do počtu obyvatel deváté největší město Polska. V roce 1946 zde žilo 99,4 obyvatel, v roce 2006 počet obyvatel činil 353,4. Velká skupina studentů (podle odhadů z roku 2016 byl počet studentů cca 70 tisíc) navíc není ve městě přihlášena.

## Významná města
- Lublin – 358 251
- Chełm – 70 841
- Zamość – 66 674
- Biała Podlaska – 58 047
- Puławy – 55 125
- Świdnik – 42 797
- Kraśnik – 38 767
- Łuków – 30 727
- Biłgoraj – 26 940
- Lubartów – 25 758
- Łęczna – 23 279
- Krasnystaw – 21 043
- Tomaszów Lubelski – 20 261
- Hrubieszów
- Dęblin
- Międzyrzec Podlaski – 17 283

## Okresy

### zemské okresy
- Okres Biała Podlaska
- Okres Biłgoraj
- Okres Chełm
- Okres Hrubieszów
- Okres Janów Lubelski
- Okres Kraśnik
- Okres Krasnystaw
- Okres Łęczna
- Okres Lubartów
- Okres Lublin
- Okres Łuków
- Okres Opole Lubelskie
- Okres Parczew
- Okres Puławy
- Okres Radzyń Podlaski
- Okres Ryki
- Okres Świdnik
- Okres Tomaszów Lubelski
- Okres Włodawa
- Okres Zamość

### městské okresy
- Biała Podlaska
- Chełm
- Lublin
- Zamość

## Galerie

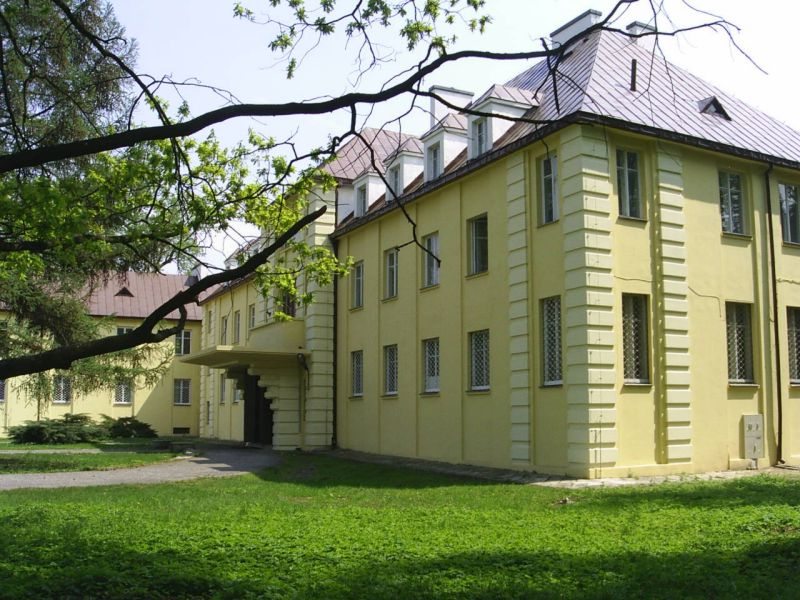
Potockého palác ve městě Międzyrzec Podlaski
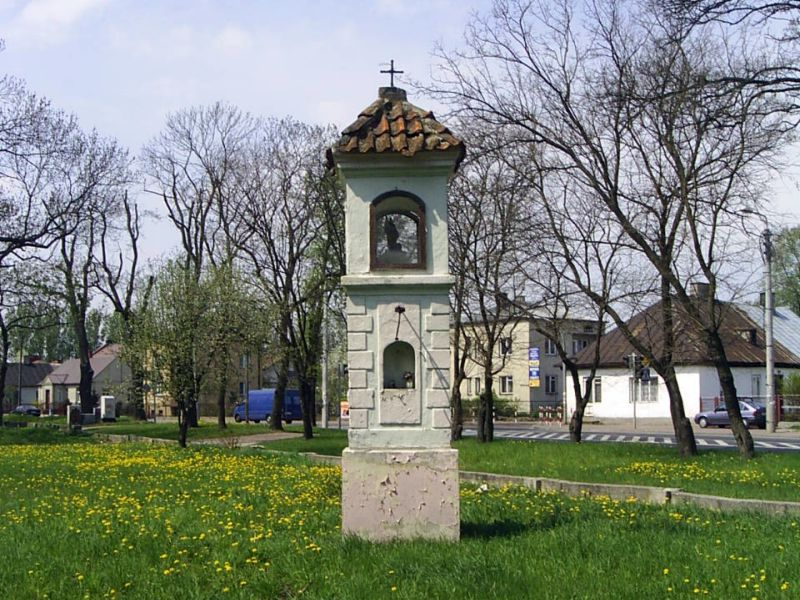
Stará kaple v tomtéž městě
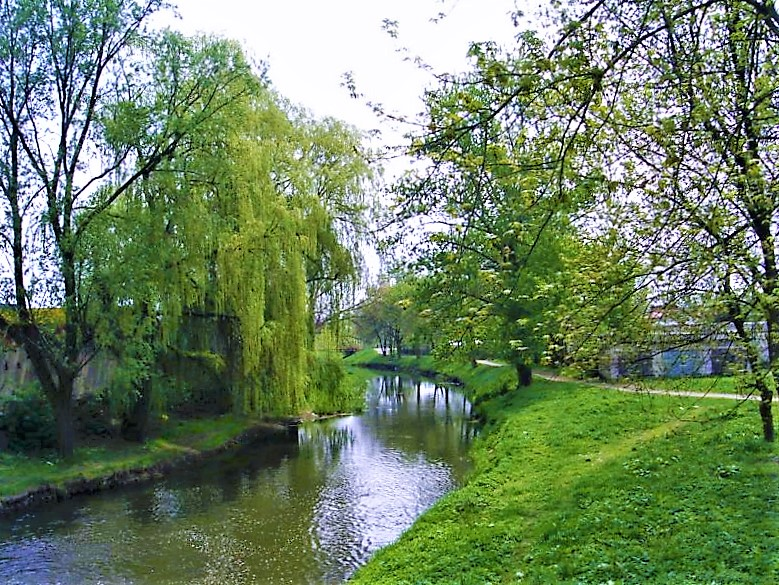
Řeka Krzna
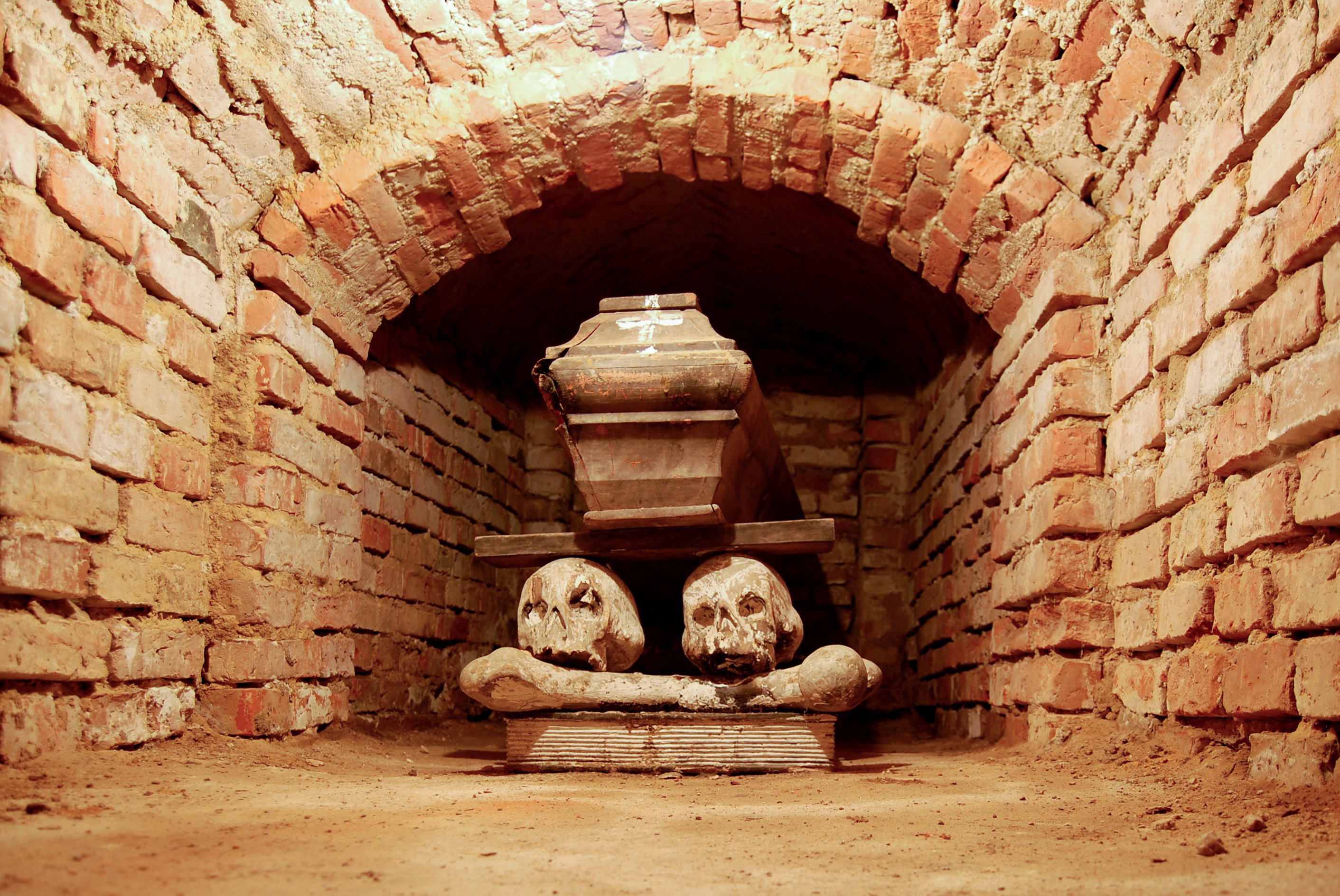
Krypta kostela ve městě Wola Gułowska